# Isla de Santa Carolina
Isla de Santa Carolina (en portugués: Ilha de Santa Carolina) es una isla en la desembocadura del río Limpopo, en Mozambique, administrativamente forma parte de la Provincia de Inhambane. Con tan sólo 2 millas de largo por 0,3 millas de ancho Santa Carolina es una isla pequeña con canales profundos. Santa Carolina cuenta con tres playas con arrecifes de coral cerca de la costa. La isla, que es la más pequeña de su grupo también es conocida como Isla paraíso y es considerada como la "joya" de las islas que forman el archipiélago de Bazaruto, que fue declarado parque nacional marino.